# Шахматисты (картина Икинса)
«Шахматисты» (The Chess Players) — картина Томаса Икинса.
Она написана в 1876 году маслом на деревянной панели. Её размеры составляют 29,8 х 42,6 см. Икинс посвятил картину своему отцу и подписал её на латыни «BENJAMINI. EAKINS. FILIUS. PINXIT. '76» (сын Бенджамина Икинса нарисовал).
Картина хранится в Метрополитен-музее в Нью-Йорке.

## Описание
Картина представляет собой деревянное панно, на котором изображен отец Икинса Бенджамин, наблюдающий за шахматным матчем. Два игрока — Бертран Гардель (слева), пожилой учитель французского языка, и более молодой Джордж Холмс, художник. Они находятся в темной, отделанной деревянными панелями викторианской гостиной, свет в которой напоминает поздний вечер. Игра идет полным ходом, многие фигуры уже убраны с доски. Холмс, более молодой игрок, похоже, выигрывает партию, так как он забрал ферзя своего противника (верхняя часть которого торчит из ящика стола), а его собственный чёрный ферзь хорошо расположен в центре доски. Икинс посвятил картину своему отцу и подписал её на латыни «BENJAMINI. EAKINS. FILIUS. PINXIT. '76» (сын Бенджамина Икинса нарисовал). Майкл Клэппер из колледжа Франклина и Маршалла отметил: «Выбор Икинсом темы [шахмат] и его грамотное обращение с ними, позволяют предположить, что он был знаком с игрой и интересовался ею, хотя прямых доказательств этого, кроме картины, мало».
Искусствовед Акела Ризон предполагает, что картина — это дань уважения ряду отцов художника: Холмс, вероятно, был первым учителем Икинса, Гардель — его учителем французского языка, Бенджамин Икинс — его фактическим отцом, а Жан-Леон Жером, его учитель в Школе изящных искусств, представлен гравюрой Ave Caesar Morituri te Salutant над часами.
Автор Мартин Бергер подробно проанализировал содержание картины, найдя ее отражением течения времени и приписав ей очень личное значение в жизни Икинса. Попытка молодого шахматиста взять короля старшего игрока аналогична Эдипову комплексу. В том, как Бенджамин противопоставлен Икинсу, эти двое могут быть представлены как разыгрывающие психологический «конфликт» по другую ось шахматной доски. В этом свете не случайно, что картина была написана на деревянной панели, а не на холсте. Хотя Икинс смирился перед отцом, подписав картину только ссылкой на то, что он сын Бенджамина, он также представляет своего отца амбивалентно. Возвышая статус отца, он помещает Бенджамина в центр, с точкой схода позади головы Бенджамина. Однако Икинс скрыл лицо отца тенью и изобразил под углом, при котором он смотрит на игру сверху вниз. Хотя картина была посвящена Бенджамину, название «Шахматисты» любопытным образом оставляет отца Икинса за пределами повествования картины.